# Undibacterium flavidum
Undibacterium flavidum es una especie de bacteria gramnegativa del género Undibacterium. Fue descrita en el año 2021. Su etimología hace referencia a amarillo. Es aerobia y móvil por flagelo polar. Tiene un tamaño de 0,9-1 μm de ancho por 1,4-2,7 μm de largo. Forma colonias amarillas. Temperatura de crecimiento entre 4-34 °C, óptima de 24 °C. Catalasa y oxidasa positivas. Es sensible a carbenicilina, ceftriaxona, cefoperazona, eritromicina, ciprofloxacino y clindamicina. Resistente a oxacilina y polimixina. Tiene un genoma de 5,17 Mpb y un contenido de G+C de 45,9%. Se ha aislado de un río en China. 